# Бајамон (Сидра, Порторико)
Бајамон (шп. Bayamón, Cidra) кварт је у општини Сидра у америчкој острвској територији Порторико, острвској држави Кариба.

## Демографија
По попису из 2010. године број становника је 2.038, што је 339 (20,0%) становника више него 2000. године.
| Група             | 2000.         | 2010.         |
| Белци             | 4 (0,2%)      | 8 (0,4%)      |
| Афроамериканци    | 47 (2,8%)     | 177 (8,7%)    |
| Азијати           | 6 (0,4%)      | 3 (0,1%)      |
| Хиспаноамериканци | 1.694 (99,7%) | 2.027 (99,5%) |
| Укупно            | 1.699         | 2.038         |